# Úsuší
Úsuší (deutsch Ausoschi) ist eine Gemeinde in Tschechien. Sie liegt fünf Kilometer südwestlich von Tišnov und gehört zum Okres Brno-venkov.

## Geographie
Úsuší befindet sich am Rande der Boskowitzer Furche in der Quellmulde des Baches Úsušský potok. Nördlich des Dorfes liegt das Tal der Loučka, nordwestlich das deren Zufluss Libochovka und gegen Westen das Tal der Blahoňůvka. Im Norden erhebt sich der Pasník (543 m), im Osten der Nad Zámkem (476 m), südwestlich die Pohořilka (477 m), im Westen die Žlíbky (496 m) sowie nordwestlich die Mírová (476 m).
Nachbarorte sind Dolní Loučky und Mezihoří im Norden, Nelepeč im Nordosten, Žernůvka im Osten, Vohančice und Čížky im Südosten, Deblín im Süden, Blahoňov im Westen sowie Kuřimské Jestřabí, Falcov und Újezd u Tišnova im Nordwesten.

## Geschichte
Die erste schriftliche Erwähnung von Úsuší erfolgte im Jahre 1485.
Nach der Aufhebung der Patrimonialherrschaften bildete Ausoší ab 1850 mit den Ortsteilen Čížek, Nelepeč und Žernůvka eine Gemeinde im Brünner Bezirk und Gerichtsbezirk Tischnowitz. Ab 1880 wurden die Orte als Ousoší und Čížek bezeichnet. Seit 1896 gehörte die Gemeinde zum neu gebildeten Bezirk Tischnowitz. Nelepeč und Žernůvka lösten sich 1921 los und bildeten eine eigene Gemeinde. 1923 erhielt die Gemeinde den heutigen Namen Úsuší. Nach der Auflösung des Okres Tišnov kam die Gemeinde mit Beginn des Jahres 1961 zum Okres Brno-venkov. Gepfarrt ist das Dorf nach Deblín.

## Gemeindegliederung
Die Gemeinde Úsuší besteht aus den Ortsteilen Čížky (Tschischken) und Úsuší (Ausoschi).

## Sehenswürdigkeiten
- Kapelle Mariä Himmelfahrt, errichtet 1872
- Kapelle des hl. Johannes von Nepomuk in Čížky, erbaut 1958